# Derby Moskwy w piłce nożnej (Dinamo–Spartak)
Derby Moskwy, również Najstarsze derby Rosji (ros. Старейшее российское дерби) – piłkarskie derby Moskwy pomiędzy drużynami Dinamo i Spartak, najstarsza klubowa rywalizacja piłkarska w Rosji.
Według popularnej w Rosji anegdoty, rywalizacja miałaby wywodzić się z osobistych perypetii założyciela Spartaka – Nikołaja Starostina, który w latach czterdziestych był przez kilka lat więziony, po czym twierdził jakoby było to celową intrygą organów siłowych przeciwko konkurentowi powiązanego z organami Dinama. Nie jest prawdą jakoby Spartak był początkowo drużyną „prześladowaną” czy „opozycyjną” (o czym rzekomo miałaby świadczyć nazwa nawiązująca do buntownika Spartakusa) – zarówno Dinamo i Spartak zostały w 1937 nagrodzone Orderem Lenina za zasługi dla radzieckiego sportu; podobnież drużyny Dinama nie składały się z czynnych funkcjonariuszy mundurowych, lecz od 1929 klub bez dodatkowych ograniczeń przyjmował w swe szeregi sportowców-cywilów.
Faktycznie rywalizacja w wymiarze sportowym wzięła się z wysokiego poziomu sportowego obu drużyn, od utworzenia rozgrywek ligowych w ZSRR regularnie walczących o tytuł mistrzowski, zaś na płaszczyźnie kibicowskiej wynika z przyjaźni fanów Dinama z CSKA i ich wspólnej niechęci do Spartaka.
W rosyjskich mediach derby te są czasem określane jako „klasyk rosyjskiego futbolu” (классика российского футбола), niemniej od lat dziewięćdziesiątych większą wagę mają derby z udziałem CSKA i Spartaka, nazywane „głównymi derbami”.
- Najwyższe zwycięstwo Dinama w meczu oficjalnym: Dinamo 5:0 Spartak (1946)[4].
- Najwyższe zwycięstwo Spartaka w meczu oficjalnym: Spartak 7:1 Dinamo (1991)[4].